# Martial Caillebotte
Martial Caillebotte (7. dubna 1853 – 16. ledna 1910) byl francouzský fotograf, impresionistický hudební skladatel a také jeden z otců filatelie, který byl v roce 1921 zapsán do seznamu významných filatelistů Roll of Distinguished Philatelists.

## Život

### Mládí a studia
Narodil se jako nejmladší syn Martiala Caillebotta, soudce a majitele rodinné firmy s vojenskou výstrojí, a jeho třetí ženy Céleste, rozené Daufresneové. Byl mladším bratrem známého umělce, malíře a mecenáše impresionistů Gustava Caillebotta (1848–1894). Bratr René zemřel ve věku 25 let a oba žijící bratři tak zdědili majetek po svém otci, což jim umožnilo věnovat se zálibám a umění po celý život. 

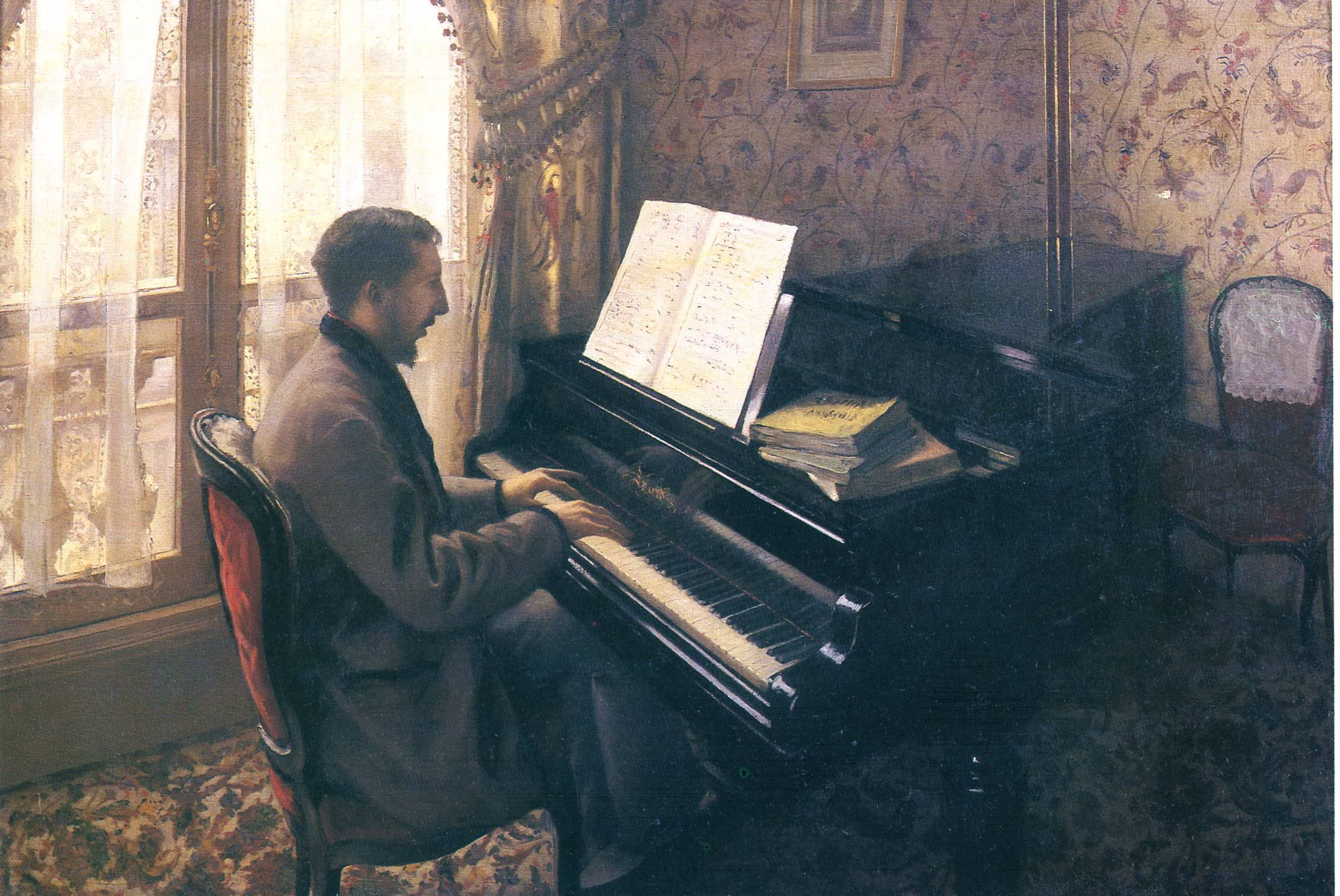
Gustave Caillebotte: Martial Caillebotte hraje na piano, asi 1876

Martial Caillebotte studoval hru na klavír a skladbu na konzervatoři v Paříži, kde byli jeho profesory François Antoine Marmontel (klavír) a Theodore Dubois (skladba).
Dne 7. června 1887 se oženil s Marií Minoretovou. V roce 1888 jeho manželka porodila syna Jeana, a v roce 1889 dceru Genevièvu. Geneviève později zdědila většinu neprodaných obrazů Gustava Caillebotta.
Hodně času trávil se svým bratrem Gustavem v Petit-Gennevilliers, kde si oba bratři koupili dům a kde je často navštěvoval přítel, malíř Renoir, se kterým společně vedli dlouhé diskuse o umění, politice, literatuře a filozofii. Velmi dobrý vztah měl též s nevlastním bratrem Alfrédem, pastorem u Panny Marie Loretánské, pro kterého složil několik skladeb s duchovní tematikou. Jedinou vadou na rodinné idyle bylo, že manželka Martiala, Marie, nesouhlasila s tím, že její švagr, malíř Gustave Caillebotte, udržoval intimní vztah s Charlotte Berthierovou, aniž by byli oddáni.

### Kariéra

#### Hudební skladatel
Martial Caillebotte zkomponoval mnoho skladeb pro klavír, několik orchestrálních skladeb duchovní hudby i melodií ve stylu Ernesta Chaussona a Camille Saint-Saënse. Většina z jeho prací však zůstala nepublikovaná a v rukopisu.

#### Fotograf
Fotografické umění objevil v roce 1890 díky jeho švagrovi Maurice Minoretovi. Velmi rád fotografoval stejné objekty, které zachycoval na svých obrazech jeho bratr Gustave Caillebotte, který byl též nadšeným obdivovatelem fotografie a některé její prvky se snažil přenést do své malířské techniky.

#### Filatelista
Spolu se svým bratrem založil kolem roku 1878 společnou sbírku poštovních známek, která byla svého času jednou z nejvýznamnějších, ale zhruba po deseti letech, v roce 1887, se jí zbavil. Kupujícím, s nímž spolupracovali na filatelistickém platingu (pokovování ?), nebo na rekonstrukci původního listu klasických známek (včetně australské známky s pohledem na Sydney v hodnotě dvou pencí)[1], byl Thomas Tapling, jehož sbírka je součástí sbírky britské knihovny British Library.

## Dílo

### Hudební kompozice (výběr)
- L'éventail, komická opera (rukopis), 1875
- Valse pour piano, (vydavatel: Veuve Girod), 1878
- Don Paez, dramatická báseň podle Alfreda de Musseta, (vydavatel: Veuve Girod), 1878
- Dies Irae, pro sóla, sbor a orchestr, (vydavatel: Hartmann), 1882[3]
- L’Enfant prodigue (Marnotratný syn), biblická epizoda pro sóla, sbor a orchestr podle libreta Charlese Grandmougina, (vydavatel: Hartmann), 1884
- Scènes et mélodies, pro klavír a zpěv, (vydavatel: Hartmann), 1884
- Psaume CXXXII - Ecce quam bonum, pro sóla, sbor a orchestr, (vydavatel: Hartmann), 1887
- Airs de ballets, baletní hudba pro klavír, (vydavatel: Hartmann), 1887
- Le désespéré (Zoufalý), pro sóla, sbor a orchestr, podle básně Charlese Grandmougina, (vydavatel: Hartmann), 1889
- Une journée (Jeden den), scéna pro sbor a orchestr, podle básně Édouarda Blaua, (vydavatel: Hartmann), 1889
- Roncevaux, nedokončená opera (rukopis), 1889
- Roncevaux, symfonické drama ve třech částech, podle básně Édouarda Blaua, (tisk: Chaix), 1891
- Deux moines (Dva mniši), pro kontrabas a klavír, scéna z křesťanských legend Dolní Bretaně F. M. Luzela, 1893
- Messe solennelle de Pâques (Slavnostní mše Velikonoční), (rukopis), 1896[4]
- Les deux cortèges (Dvě družiny), píseň pro soprán a klavír, podle básně Joséphina Soularyho, 1906

### Další skladby (nedatováno)
- Guido a Ginevra
- Le dieu et la bayadère (Bůh a bajadéra)
- Hans Carvel, skladba pro kontrabas a klavír podle básně Jeana de La Fontaina
- Trio bouffe, pro tenor, baryton, kontrabas a klavír

### Diskografie
- Skladba Martiala Caillebotta pro baryton (Mario Hacquard) a klavír (Claude Collet a Pascal Dessein), spolupráce Culturespaces et Hybrid'music, 2011
- Messe solennelle de Pâques (Slavnostní mše Velikonoční) v provedení orchestru l'Orchestre Pasdeloup a sboru le Choeur Vittoria d’Île-de-France, dirigent: Michel Piquemal, 2012

## Výstavy
- Musée Jacquemart - André, Dans l’intimité des frères Caillebotte, peintre et photographe, 2011
- Musée National des Beaux-Arts du Québec, 2011–2012, (ke stému výročí úmrtí)[5]

## Galerie

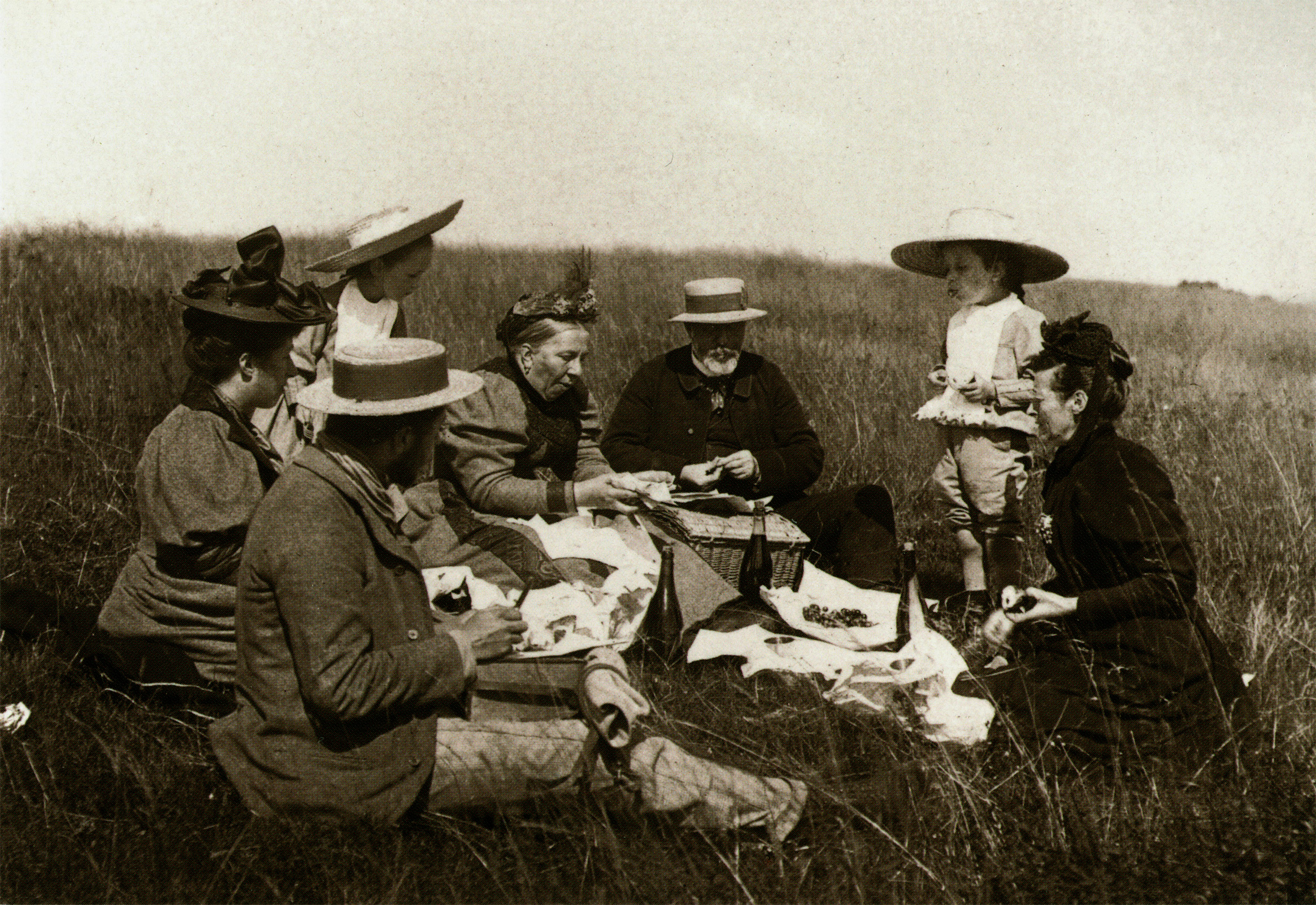
Martial Caillebotte: Rodina Caillebottova, fotografie
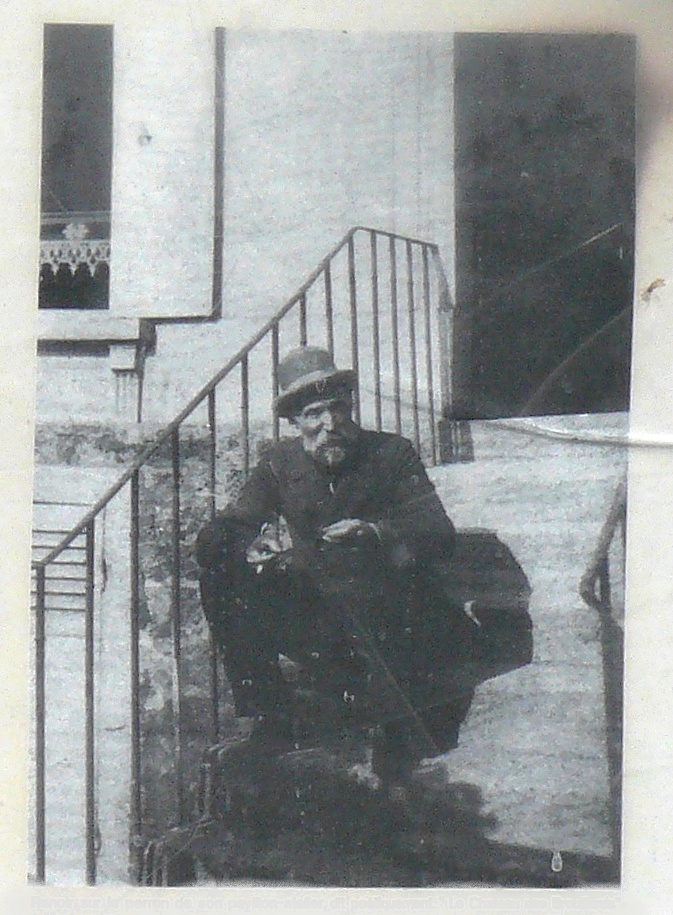
Martial Caillebotte: Pierre-Auguste Renoir na Montmartru, fotografie
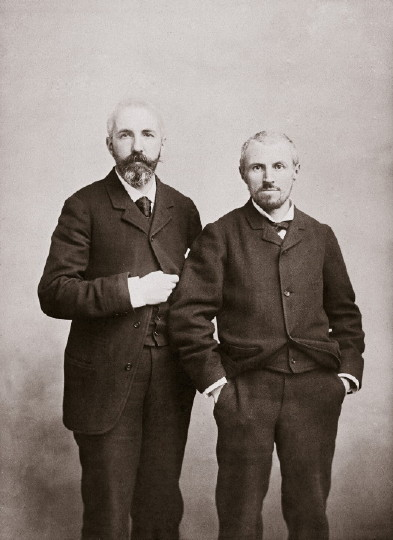
Martial a Gustave Caillebottovi
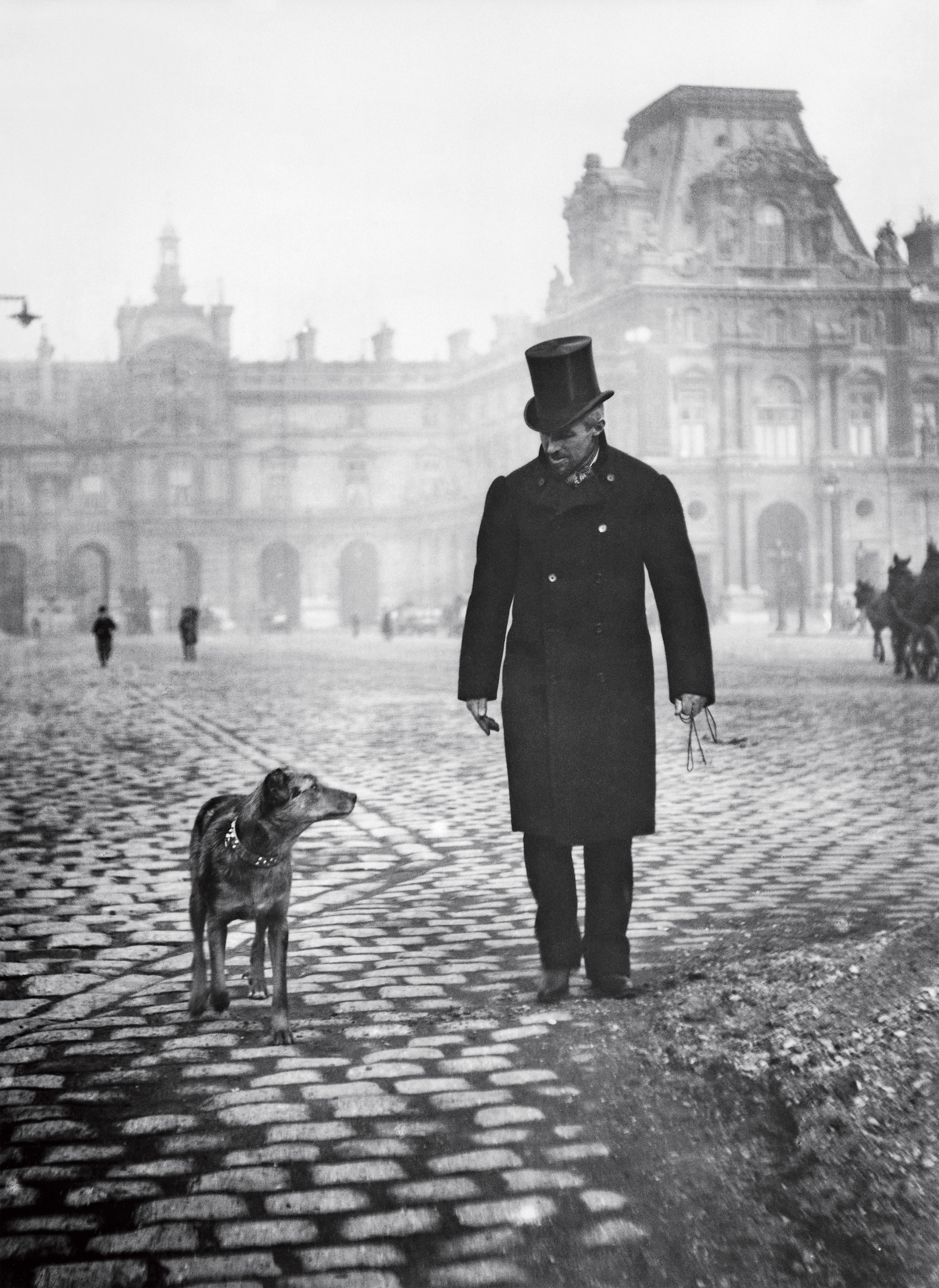
Martial Caillebotte: Gustave Caillebotte se svým psem na náměstí du Caroussel, 1892
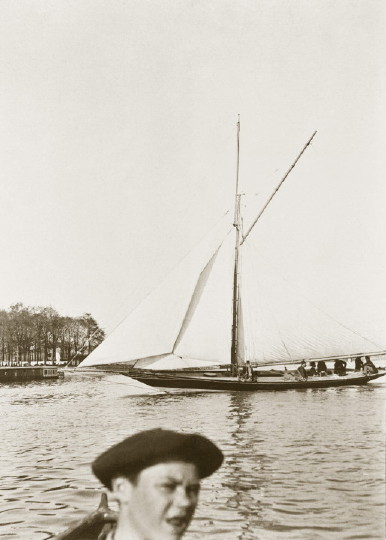
Martial Caillebotte: Mladý jachtař v Petit-Gennevilliers
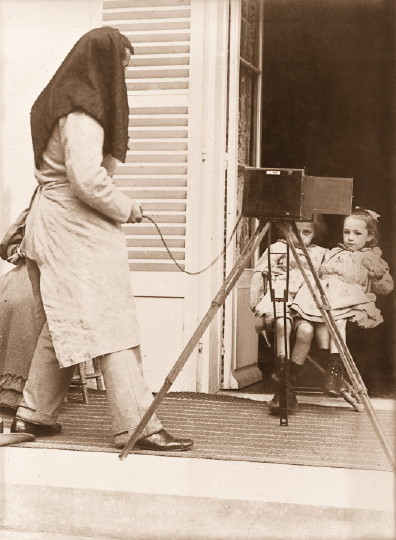
Maurice Minoret fotografuje děti Martiala Caillebotta
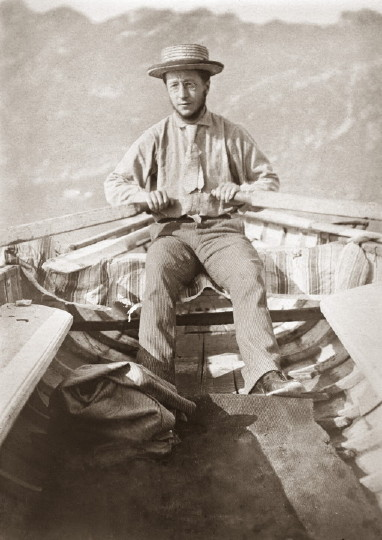
Martial Caillebotte: Maurice Minoret v klobouku na veslici
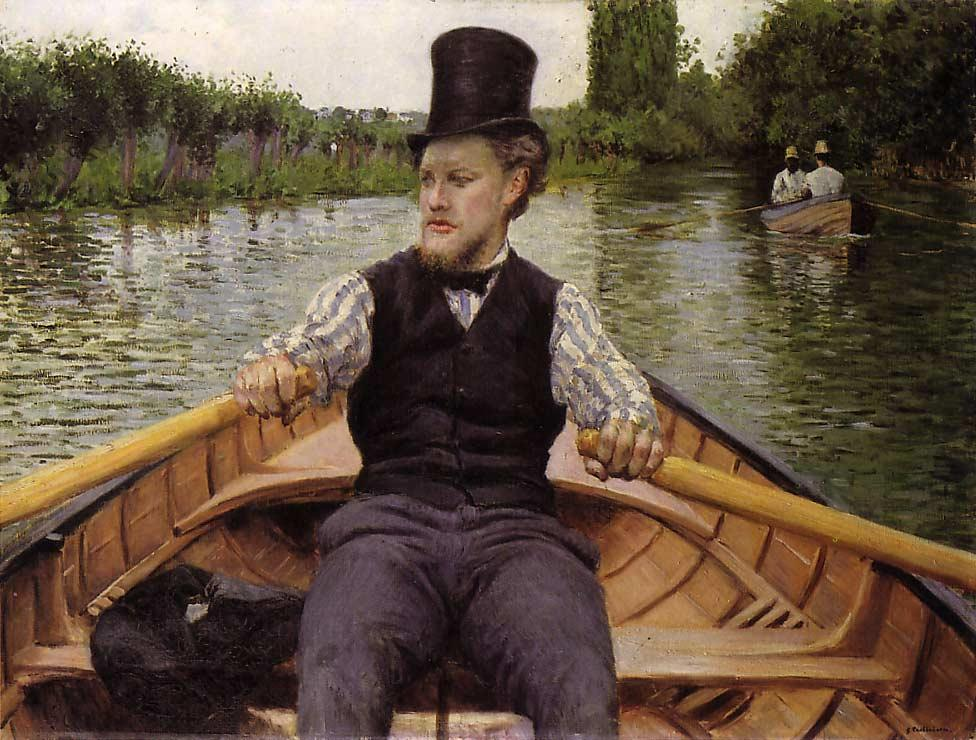
Gustave Caillebotte: La Partie de bateau (Veslař s cylindrem), 1877/78
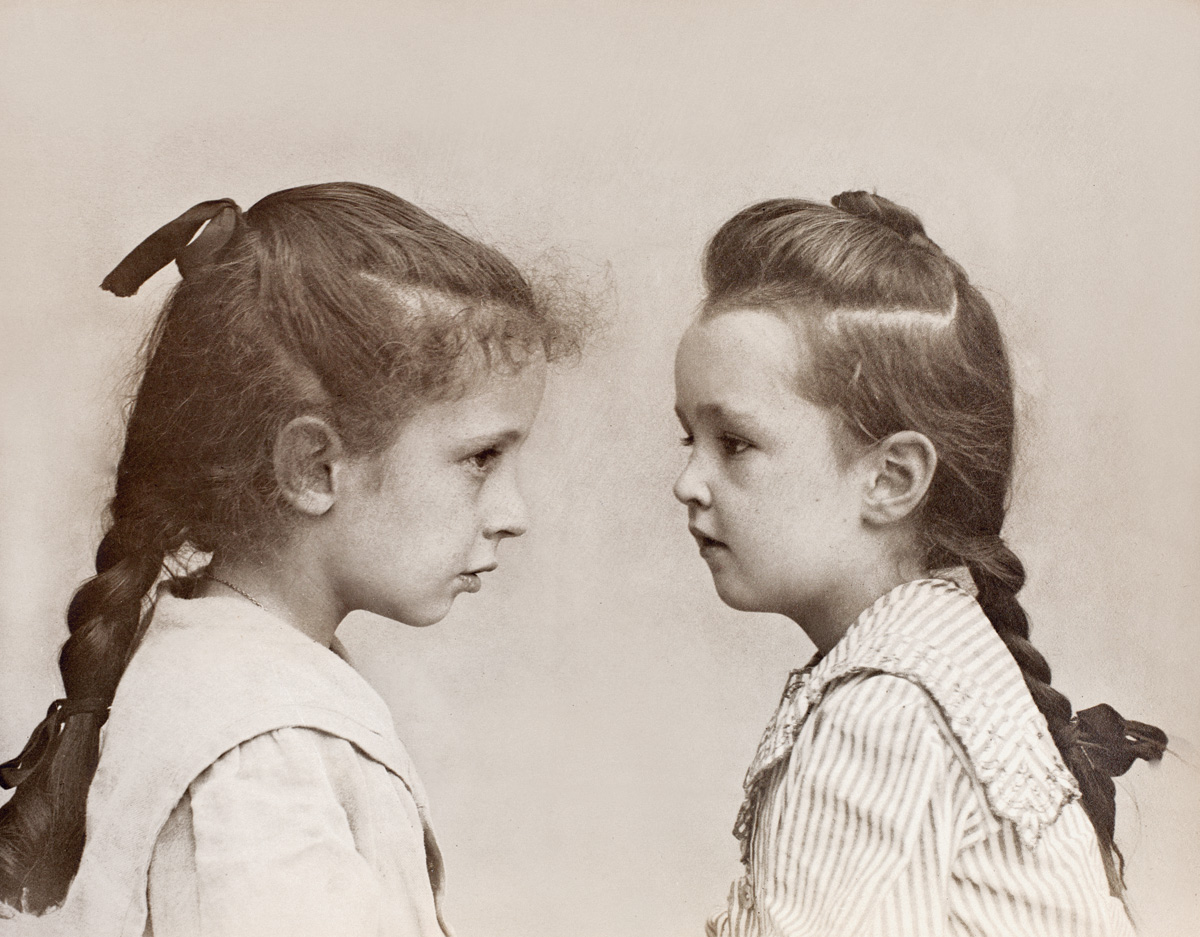
Martial Caillebotte: Jean a Geneviève Caillebottovi
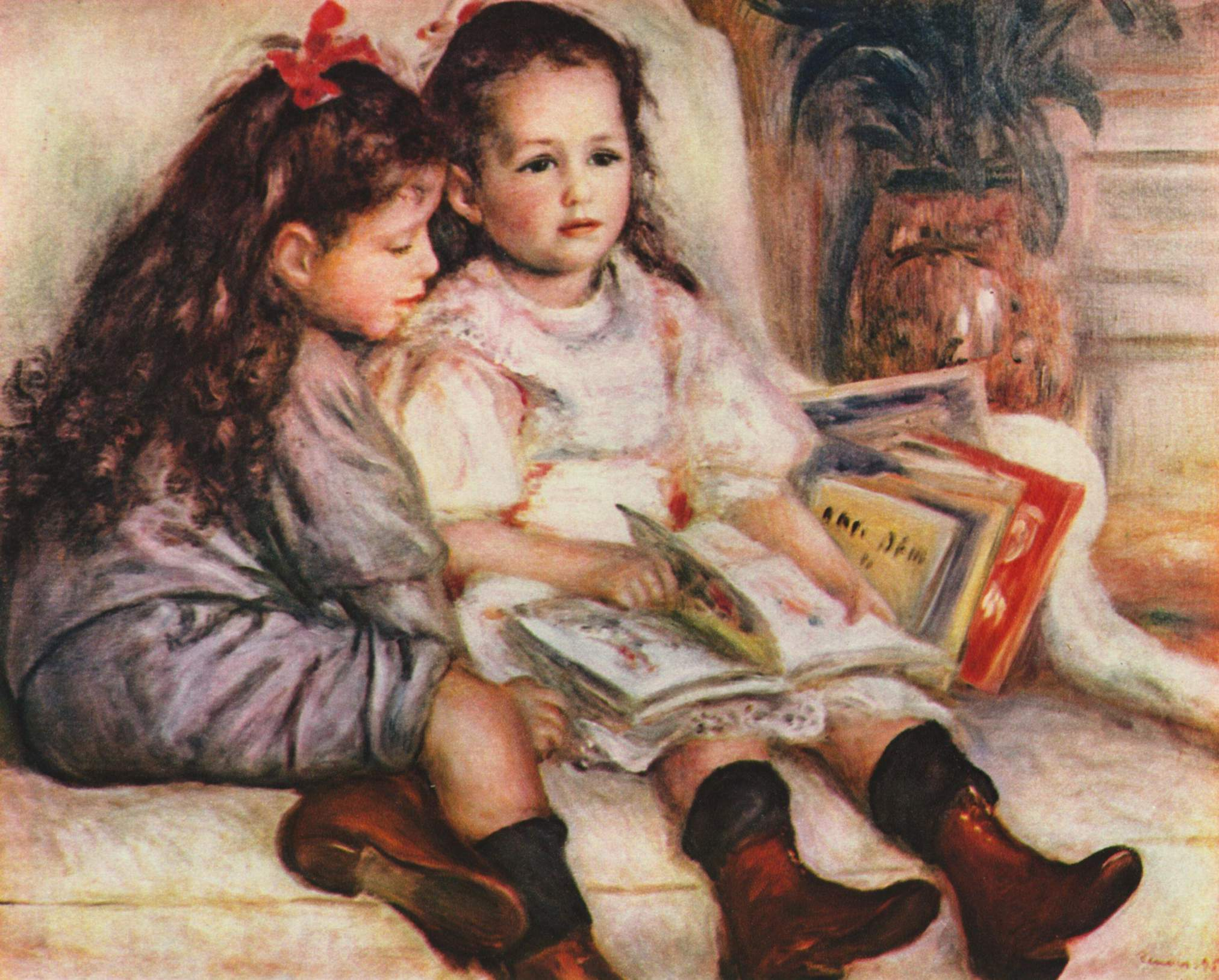
Pierre-Auguste Renoir, Portrét Jeana a Genevièvy Caillebottových, 1895